# Новопавловка (Чуйская область)
Новопавловка (кирг. Новопавловка) — село в Сокулукском районе Чуйской области Кыргызстана. С июня 2024 года относиться к Ленинскому району г.Бишкек.
Административный центр Новопавловского аильного округа. Код СОАТЕ — 41708 222 849 01 0.

## География
Село расположено в центральной части области, к югу от Большого Чуйского канала, западный пригород Бишкека. Абсолютная высота — 764 метра над уровнем моря.

## Население
| Год     | 2009   | 2014   | 2015   | 2022   |
| ------- | ------ | ------ | ------ | ------ |
| человек | 21 357 | 17 656 | 18 332 | 22 379 |

## Известные жители
- Эдгар Бернхардт (нем. Edgar Bernhardt, кирг. Эдгар Андреевич Бернхардт; род. 30 марта 1986) — немецкий и киргизский футболист, выступающий на позиции полузащитника за "Удон Тхани Ф.К." в тайской лиге 2.